# Noterus laevis
Noterus laevis is een keversoort uit de familie diksprietwaterkevers (Noteridae). De wetenschappelijke naam van de soort werd in 1834 gepubliceerd door Sturm.